# Jelena Obrazcowa
Jelena Wasiljewna Obrazcowa (Еле́на Васи́льевна Образцо́ва, ur. 7 lipca 1939 w Leningradzie zm. 12 stycznia 2015) – radziecka śpiewaczka operowa, mezzosopran, laureatka tytułu Ludowego Artysty ZSRR w 1976 r. i Bohatera Pracy Socjalistycznej w 1990.
Urodzona w Leningradzie, Obrazcowa opuściła rodzinne miasto w czasie ewakuacji Leningradu. W 1948 r. wstąpiła do chóru pionierów im. Andrieja Żdanowa, w którym śpiewała do 1954 r. Uczyła się w szkołach muzycznych w Taganrogu i Rostowie, w latach 1958–1964 była uczennicą konserwatorium w Leningradzie. Po jego ukończeniu została solistką w Teatrze Bolszoj. Śpiewała także w operze wiedeńskiej.
Była laureatką pierwszych nagród w Międzynarodowym Konkursie Muzycznym im. Piotra Czajkowskiego, w konkursie w Barcelonie, a także na festiwalu im. Michaiła Glinki. Za osiągnięcia artystyczne otrzymała Złoty Medal „Sierp i Młot” (27 grudnia 1990), Order Lenina (27 grudnia 1990), Order „Za zasługi dla Ojczyzny” II klasy (10 czerwca 2009) i III klasy (17 czerwca 1999), dwukrotnie Order Czerwonego Sztandaru Pracy (w 1971 i 1980), tytuł Ludowego Artysty ZSRR (25 maja 1976), Nagrodę Leninowską (1976), Order Świętego Daniela i Order Świętej Olgi. Została pochowana na Cmentarzu Nowodziewiczym.

## Najsłynniejsze role
- Marfa w Chowańszczyznie Musorgskiego
- Amneris w Aidzie Verdiego
- Azucena w Trubadurze Verdiego
- Carmen w Carmen Bizeta
- Marina w Borysie Godunowie Musorgskiego
- Eboli w Don Carlosie Verdiego
- Santuzza w Rycerskości wieśniaczej Mascagniego
- Ulryka w Balu maskowym Verdiego